# Eleonora av Arborea

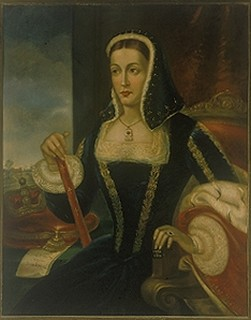
Eleanor av Arborea.

Eleonora av Arborea, Sardinska: Elianora de Bas; katalanska: Elionor d'Arborea eller Elionor de Molins de Rei, född 1347 i Molins de Rei i Katalonien, död 1404 i Oristano på Sardinien, var Arboreas giudicessa ("domarinna") från 1383 till sin död. Hon var en av de sista och mäktigaste av Sardiniens så kallade domare, lokalmonarker, och räknas som Sardiniens mest vördade hjältinna.

## Biografi
Eleonora var dotter till "domaren" Marianus IV av Arborea (död 1376) och tränades under sin barndom i stridskonst. Hennes far arrangerade ett äktenskap med genuesaren Brancaleone Dorias, höll besittningar på ön, för att skapa en allians med Genua. Vid hennes brors död 1383 blev Eleonora Arboreas domare och regent under sin sons omyndighet.   
Sardinien befann sig under denna tid i konflikt med Aragonien, som försökte erövra hela ön, där Arborea vid denna tidpunkt hade blivit den enda kvarvarande självständiga domarmonarkin. Eleonora besegrade Aragonien genom en allians med Genua och enade nästan hela Sardinien under Arborea, som tack vare henne blev självständigt för ännu en generation.  
År 1395 utfärdade hon en ny konstitution, Carta de Lugo, som anses som ett föredöme då den bland annat skyddade kvinnors rätt att äga egendom - nya, rättvisa arvslagar stadgade att pojkar och flickor skulle ärva lika mycket. Lagsamlingen sänkte också de flesta straff till böter. Den skulle gälla på Sardinien i över 400 år, fram till 1827. 
Eleonorafalken har sitt namn efter henne, eftersom hon införde ett förbud mot att plundra fågelbon.